# Уорралл, Гарри
Га́рольд Уо́рралл (англ. Harold Worrall; 19 ноября 1918 — 1979), также известный как Га́рри Уо́рралл (англ. Harry Worrall) — английский футболист, защитник.

## Футбольная карьера
Уроженец Уинсфорда, Чешир, Уорралл начал футбольную карьеру в местном клубе «Уинсфорд Юнайтед», выступавшем в Чеширской лиге.
В октябре 1937 года 18-летний игрок перешёл в «Манчестер Юнайтед». Его дебют в основном составе был отложен из-за начала Второй мировой войны и отмены всех официальных турниров в 1939 году. В апреле 1946 года он вернулся в команду, а 30 ноября 1946 года дебютировал за «Юнайтед», выйдя на позиции правого защитника в матче против «Вулверхэмптон Уондерерс». На тот момент ему было 28 лет. Матч против «волков», в котором «Юнайтед» проиграл со счётом 2:3, стал для Уорралла единственным в сезоне 1946/47. В сезоне 1947/48 Уорралл вернулся в основной состав 25 октября 1947 года в игре против «Астон Виллы». Тогда он провёл за «Юнайтед» пять матчей подряд, но игра против «Эвертона» 22 ноября 1947 года стала для него последней в футболке «Юнайтед». Он не смог выиграть конкуренцию за место в защите команды у Джона Астона, Джонни Кэри и Джо Уолтона, и в июне 1948 года был продан в «Суиндон Таун» за 1000 фунтов стерлингов.
Уорралл провёл в «Суиндоне» только один сезон, но так и не смог пробиться в основной состав и завершил карьеру в июле 1949 года.

## Статистика выступлений
| Клуб              | Сезон            | Лига | Лига | Кубок | Кубок | Итого | Итого |
| Клуб              | Сезон            | Игры | Голы | Игры  | Голы  | Игры  | Голы  |
| ----------------- | ---------------- | ---- | ---- | ----- | ----- | ----- | ----- |
| Манчестер Юнайтед | 1946/47          | 1    | 0    | 0     | 0     | 1     | 0     |
| Манчестер Юнайтед | 1947/48          | 5    | 0    | 0     | 0     | 5     | 0     |
| Манчестер Юнайтед | Итого            | 6    | 0    | 0     | 0     | 6     | 0     |
| Суиндон Таун      | 1948/49          | 0    | 0    | 0     | 0     | 0     | 0     |
| Суиндон Таун      | Итого            | 0    | 0    | 0     | 0     | 0     | 0     |
| Всего за карьеру  | Всего за карьеру | 6    | 0    | 0     | 0     | 6     | 0     |